# Юисман, Жорж
Жорж Мори́с Юисма́н, в голландской транскрипции Хёйсман (фр. Georges Maurice Huisman; 3 мая 1889, Валансьен — 28 декабря 1957, Париж) — французский историк и политик, основатель Каннского кинофестиваля.

## Биография
Родился 3 мая 1889 года в Валансьене, учился в парижском лицее Жансон-де-Сайи. В 1910 году окончил Национальную школу хартий, получив диплом архивиста-палеографа, в 1912 году получил в Парижском университете степень агреже по истории и географии. В 1914 году стал стипендиатом фонда Тьера, но был призван на военную службу и оставался в армии в течение всей Первой мировой войны (в 1917 году возглавил технический секретариат помощника государственного секретаря военной авиации и военно-морского флота), а после демобилизации в 1919 году помощи фонда Тьера уже не получил. Преподавал в Эльзасской школе и в коллеже Савинье, где в 1920—1921 годах Юисман вместе с Леоном Миро организовал подготовительное отделение Национальной школы хартий.
Возглавлял аппарат министра торговли, а с 1927 по 1931 год — председателя Сената Поля Думера; после избрания Думера президентом Франции в 1931 году Юисман был назначен генеральным секретарём Елисейского дворца. После убийства Думера в 1932 году Юисман вернулся на должность главы аппарата председателя Сената.
С 1932 по 1939 год — мэр Вальмондуа.
4 февраля 1934 года возглавил генеральную дирекцию изящных искусств.
Вместе с писателем Филиппом Эрланже и министром образования Жаном Зе задумал кинофестиваль в Каннах в противовес Венецианскому кинофестивалю, проводившемуся в фашистской Италии. Торжественное открытие форума было намечено на 1 сентября 1939 года, но так и не состоялось из-за начавшейся Второй мировой войны.
Юисман организовал эвакуацию художественных ценностей из Парижа в провинцию. Она началась ещё 25 августа 1939 года, а только в один день 28 декабря 1939 года из Лувра были отправлены 211 грузовиков с экспонатами.
Будучи помощником министра образования Жана Зе, в июне 1940 года вместе с членами правительства Поля Рейно бежал из Франции на борту лайнера «Массилия», но уже через несколько месяцев вернулся в страну, скрываясь в окрестностях Альби при помощи политика и предпринимателя Луи-Шарля Белле. В 1942 году арестован немецкими оккупационными властями, но был спасён писателем Роланом Доржеле, которого сам спас во время Первой мировой войны. В 1944 году вернулся в политику.
В 1946, 1947 и 1949 годах возглавлял жюри Каннского кинофестиваля.

## Труды
- Искусство и эстетика (Art et esthétique, Melinc, 1923)
- К пониманию памятников Парижа (Pour comprendre les monuments de Paris, Paris, Hachette, 1925)
- Всеобщая история искусства (Histoire générale de l’art (dir.), Paris, Aristide Quillet, 4 vol., 1938)
- Рассказы и эпизоды Французской революции (Récits et épisodes de la Révolution française, avec Marcelle Huisman, Paris, Fernand Nathan, 1948)
- Истории французского Средневековья (Contes du Moyen Âge français, avec Marcelle Huisman, Paris, Nathan, 1958)